# Красноярський державний театр опери і балету
56°0′31″ пн. ш. 92°52′5″ сх. д. / 56.00861° пн. ш. 92.86806° сх. д.

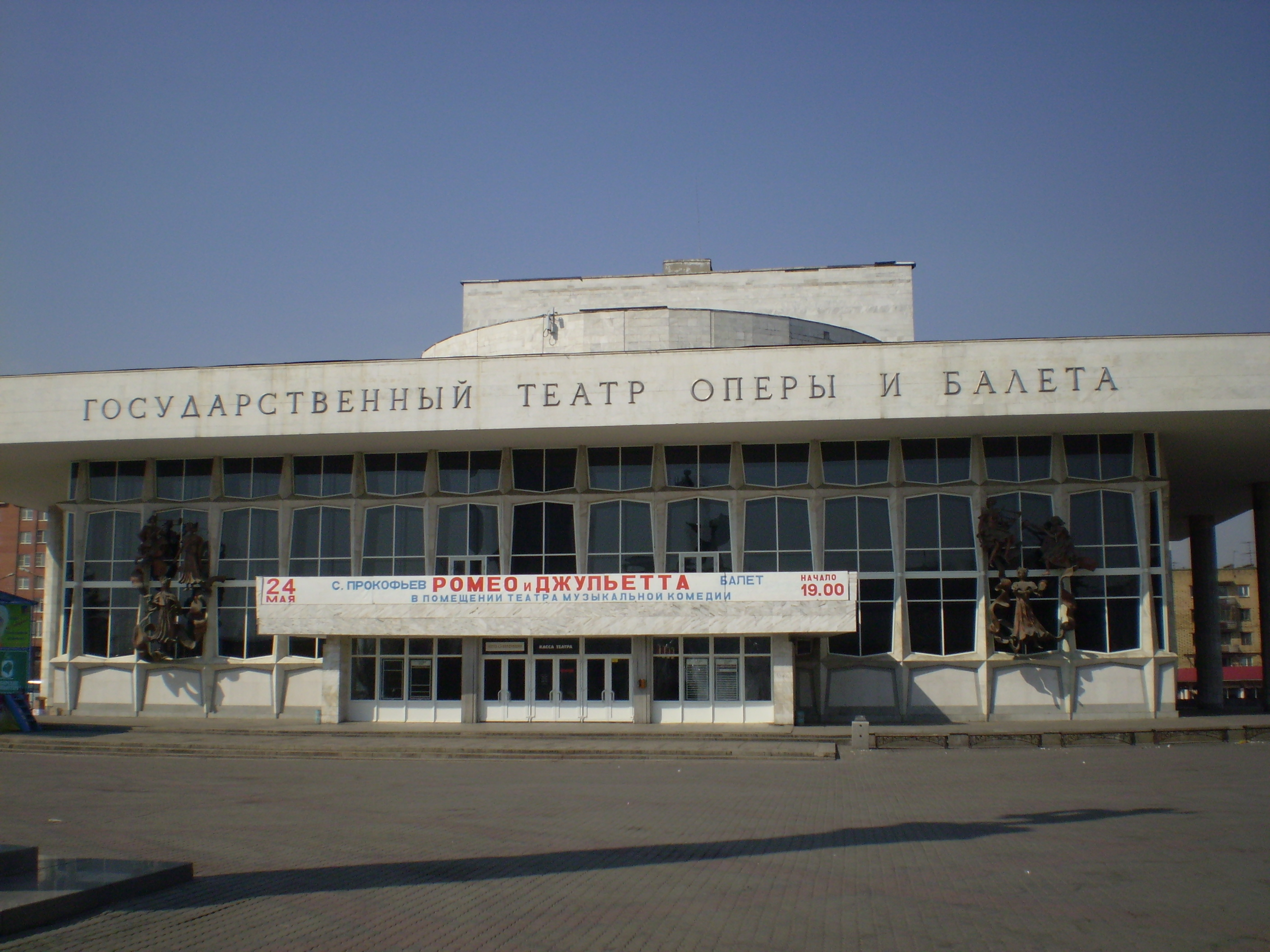
Красноярський театр опери і балету

Красноярський державний театр опери і балету імені Д.О. Хворостовського — оперний театр у Красноярську, відкритий 1978 року.
Оперні спектаклі в Красноярську ставилися з 1897 року на сцені міського театру, першими були поставлені «Русалка» А. Даргомижського, «Галька» С. Монюшко, «Життя за царя» М. Глінки, «Аскольдова могила» А. Верстовського, «Паяци» Р. Леонкавалло і кілька оперет. Наприкінці 1924 року на базі аматорського колективу П. І. Словцова створена оперна трупа за назвою «Трудовий оперний колектив». Міськрада дозволила використати для оперних спектаклів будинок театру ім. А. С. Пушкіна, і виділив дотацію в 3000 рублів.
1977 року наказом Міністерства культури РСФСР було вирішено заснувати у місті оперний театр. 1978 була споруджена нова будівля за проектом архітектора І. А. Міхальова, який було урочисто відкрито 20 грудня 1978 року оперою «Князь Ігор» Бородіна.
За роки існування Красноярський театр опери і балету здійснив більше вісімдесяти оперних і балетних постановок. Вперше в Росії на сцені красноярського театру були поставлені опери Ж. Бізе «Дон Прокопіо» (1983 рік) та С. М. Слонімського «Гамлет» (1994 рік). Спеціально для театру були написані балети С. Баневича «Білий олень», опера Г. Банщикова «Горе від розуму». В 1999 році театр поставив балет «Цар-риба» за мотивами розповідей, що входять у книгу В. П. Астафьєва «Цар-риба».
З 1986 року театр проводить Міжнародний фестиваль оперного мистецтва ім. П. І. Словцова і конкурс вокалістів «Молоді голоси». Театр гастролював у Португалії, Іспанії, Індії, Норвегії, Югославії, Бельгії, Франції, Греції, США, Фінляндії, Швеції, Італії, Великій Британії, Мексиці, а також на Тайвані, Кіпрі, Філіппінах.
У лютому 2018 року театру було присвоєно ім'я видатного баритона Дмитра Хворостовського, який розпочав свій творчий шлях на сцені театру (партія Марулло в опері Ріголетто).